# Ashi Productions
Ashi Productions Co., Ltd (葦プロダクション Ashi Purodakushon?) es un estudio japonés de animación ubicado en Suginami, Tokio, Japón, conocido por su cuarta producción de anime mahō shōjo, especialmente Magical Princess Minky Momo.
Fue creado por Toshihiko Sato y otros artistas el 24 de diciembre de 1975 como Ashi Productions (葦プロダクション Ashi Purodakushon?). La compañía cambió su nombre de Ashi Production a Production Reed Co., Ltd. (株式会社プロダクション リード?) el 1 de noviembre de 2007. El 12 de febrero de 2019, la empresa volvió a cambiar su nombre a Ashi Productions.

## Series de televisión
- Blocker Gundan 4 Machine Blaster (coproducción con Nippon Animation) (1976-1977)
- Space Warrior Baldios (sólo la serie de TV; coproducción con Kokusai Eiga-sha, la película es animada por Toei Animation) (1980–1981)
- GoShogun (coproducción con Studio Z5) (1981)
- Magical Princess Minky Momo (Soramomo) (1982–1983)
- Special Armored Battalion Dorvack (1983–1984)
- Dancouga – Super Beast Machine God (1985)
- Machine Robo: Revenge of Cronos (1986–1987)
- Machine Robo: Battle Hackers (1987)
- Ironfist Chinmi (1988)
- Sonic Soldier Borgman (1988)
- Idol Densetsu Eriko (1989–1990)
- Time Travel Tondekeman (1989-1990)
- Idol Angel Yokoso Yoko (1990–1991)
- NG Knight Ramune & 40 (coproducción con B3 y Asatsu) (1990-1991)
- Magical Angel Sweet Mint (1990–1991)
- Jankenman (1991–1992)
- Magical Princess Minky Momo Hold on to Your Dreams (Umimomo) (1991–1992)
- Floral Magician Mary Bell (1992–1993)
- Macross 7 (1994–1995)
- Blue Seed (con Production I.G) (1994–1995)
- Kaiketsu Zorro (1996–1997)
- VS Knight Lamune & 40 Fire (coproducción con Asatsu) (1996)
- Beast Wars II: Super Life-Form Transformers (1998)
- Cyber Team in Akihabara (sólo la serie de TV, la película es animada por Production I.G) (1999)
- Super Life-Form Transformers: Beast Wars Neo (1999)
- Cybaster (1999)
- F-Zero GP Legend (2003–2004)
- Ultra Maniac (2003)
- Jūsō Kikō Dancouga Nova (2007)[3][4][5]
- Nijiiro Days (2016)[6]
- Isekai wa Smartphone to Tomo ni (2017)
- Cutie Honey Universe (2018)
- Nokemono-tachi no Yoru (2023)[7]
- Gōkon ni Ittara Onna ga Inakatta Hanashi (2024)
- Kekkon Surutte, Hontō Desu ka (2024)
- Jishō Akuyaku Reijō na Konyakusha no Kansatsu Kiroku (2026)
- Eris no Seihai (TBA)

## OVAs
- Magical Princess Minky Momo La Ronde in my Dream (1985)
- Dancouga: Requiem for Victims (1986)
- Dancouga: Jūsenkitai Songs (1986)
- Violence Jack: Harem Bomber (coproducción con Soei Shinsha) (1986)
- God Bless Dancouga (1987)
- Makyō Gaiden Ladius (1987)
- Magical Princess Minky Momo Hitomi no Seiza Minky Momo SONG Special (1987)
- Leina: Wolf Sword Legend (secuela de Machine Robo: Revenge of Cronos) (1988-1989)
- Dancouga: Blazing Epilogue (1989-1990)
- Lightning Trap - Leina & Laika (secuela de Machine Robo: Revenge of Cronos) (1990)
- NG Knight Lamune & 40 EX (coproducción con Asatsu) (1991)
- Jankenman Kaiju Dai Kessen (1992)
- Mega Man: Upon a Star (1993)
- Sonic Soldier Borgman II: New Century 2058 (1993)
- NG Knight Lamune & 40 DX (coproducción con Asatsu) (1993)
- Iria: Zeiram the Animation (1994)
- Apocalypse Zero (1996)
- Mutant Turtles: Superman Legend (1996)
- Macross Dynamite 7 (secuela de Macross 7) (1997-1998)
- Knights of Ramune (AKA VS Knight Lamune y 40 Fresh) (1997)
- Ultra Maniac (versión OVA) (2002)[3][4][5]

## Largometrajes
- GoShogun Movie (1982)
- GoShogun: The Time Étranger (1985)
- Vampire Hunter D (1985)
- Sonic Soldier Borgman: The Final Battle (1989)
- Sonic Soldier Borgman: Lover's Rain (1990)
- Floral Magician Mary Bell: The Key Of Phoenix (coproducción con Shochiku y Toho) (1992)
- Floral Magician Mary Bell: Mary Bell's Traffic Safety (1993)
- Floral Magician Mary Bell: Mary Bell's Fire Prevention: What to Do When an Earthquake Occurs (1993)
- Macross 7: The Galaxy Is Calling Me (1995)
- Beast Wars II: Lio Convoy's Close Call! (1998)[3][4][5]

## Subcontratadas y otras producciones
- Macron 1 (versión estadounidense/europea de GoShogun por Saban International, la versión estadounidense también incorpora escenas de Akū Dai Sakusen Srungle producidas por Kokusai Eiga-sha.) (1985)
- Gigi and the Fountain of Youth (doblaje al inglés de Magical Princess Minky Momo La Ronde in my Dream OVA por Harmony Gold) (1985)
- M.A.S.K. (producción americana con DiC Entertainment; varios episodios de la primera y segunda temporada) (1985-1986)
- Mega Man (producción americana con Ruby-Spears Productions) (1993)
- Skysurfer Strike Force (producción americana con Ruby-Spears Productions) (1995–1996)
- Diabolik (producción americana con Saban International) (1997)[3][4][5]